# Břetislav Bakala
Břetislav Bakala, né le 12 février 1897 à Fryšták et mort le 1er avril 1958 à Brno, est un chef d'orchestre, pianiste et compositeur tchèque. Sa carrière s'est déroulée essentiellement à Brno. Son nom est particulièrement associé à la musique de Leoš Janáček.

## Biographie et carrière
Bakala est né à Fryšták, en Moravie. Il étudie la direction d'orchestre au Conservatoire de Brno avec František Neumann (en) et la composition avec Leoš Janáček à l'école d'orgue. En 1922, il poursuit ses études avec Vilém Kurz. De 1920 à 1925 et de 1929 à 1931, il travaille comme chef d'orchestre du Théâtre national de Brno, faisant ses débuts comme chef d'orchestre dans l'Orfeo ed Euridice.
Bakala découvre le Journal d'un disparu de  Janáček dans la malle du compositeur en 1921 et le joue pour la première fois (en tenant la partie de piano) en avril de cette année.
Le 31 janvier 1925, il dirige la première du ballet de Bohuslav Martinů Kdo je na světě nejmocnější ? H. 133, (Qui est le plus puissant du monde?) à Brno.  De 1925 à 1926, il travaille pendant une courte période comme organiste à Philadelphie aux États-Unis, se produisant également comme accompagnateur de Hans Kindler (en), avec qui il avait déjà fait en Europe une tournée couronnée de succès.
À partir de 1926, il devient pianiste et chef d'orchestre de l'orchestre de la radio tchèque à Brno, et à la mort de Neumann en 1929, il a été nommé chef d'orchestre principal de l'opéra de Brno. En 1936, Bakala devient chef du chœur Vach des enseignantes moraves. Il a emmené l'Orchestre symphonique de la radio de Brno en tournée en Russie et en Lettonie en 1937.
En 1951, il commence à enseigner à l'Académie Janáček de musique et des arts de la scène nouvellement fondée à Brno. Il est nommé directeur et chef d'orchestre de l'Orchestre philharmonique de Brno en 1956.  Au milieu des années 1950, Bakala devient l'un des rares chefs d'orchestre à défendre la musique de Martinů dans son pays natal.
Le centre d'intérêt principal de Bakala reste l'œuvre de Janáček. En 1921, il met en scène la première du Journal d'un disparu, en 1930, il dirige la première de l'opéra De la maison des morts (Z mrtvého domu) à Brno. Il révise cet opéra en coopération avec Osvald Chlubna. Il aborde également les opéras rarement interprétés de Janáček tels que Počátek románu (Le début d'une romance) et Osud. Il réalise les réductions pour piano de certaines œuvres. Il édite aussi les arrangements de chansons folkloriques moraves. 
Son épouse, la soprano Marie Bakalová-Šíšová est membre de l'Opéra de Brno et chanteuse de concert.

## Enregistrements
Ses enregistrements incluent la Messe glagolitique, la Sinfonietta et les Danses Lachiennes de Janáček ainsi que Feu d'artifice d'Igor Stravinsky, les poèmes symphoniques Cyrano de Bergerac de Josef Bohuslav Foerster et Léto (L'Été) d'Otakar Ostrčil. Lors d'une visite de l'Orchestre Philharmonique d'État de Brno à Varsovie en 1956, Polski Nagrania fit le premier enregistrement de la Symphonie no 3 de Martinů sous la direction de Bakala. Avec le chœur de femmes de Vach, il enregistre Kašpar Rucký, tandis que sa femme Marie Bakalová figurait dans Šelma sedlák (Le paysan rusé) de Dvořák et dans Říkadla. Parmi les exemples plus rares de musique du XXe siècle, Bakala a effectué des enregistrements de la Sérénade en ré de Vítězslav Novák, de la Pastoral Sinfonietta de Vilém Petrželka, de Uspávanky (Berceuses) de Václav Kaprál, de la Military Sinfonietta de Vítězslava Kaprálová et de la suite de ballet The Specter's Bride de Jan Novák. Les archives de la radio de Brno contiennent d'autres exemples du travail de Bakala.

## Compositions
Le petit nombre de compositions de Břetislav Bakala est influencé par Novák et Janáček. Ils comprennent une sonate pour violoncelle, un quatuor à cordes, un Scherzo pour orchestre, une berceuse de Noël, ainsi que des arrangements de Janáček mentionnés ci-dessus.